# Conus malacanus
Conus malacanus é uma espécie de gastrópode do gênero Conus, pertencente à família Conidae.